# Károly Ferencz
Károly Ferencz (Budapest, 14 ottobre 1913 – Budapest, 21 giugno 1984) è stato un lottatore ungherese, specializzato nella lotta greco-romana.

## Palmarès

### Olimpiadi
- Bronzo a Londra 1948 nei pesi leggeri.